# Ignacio Urrutia

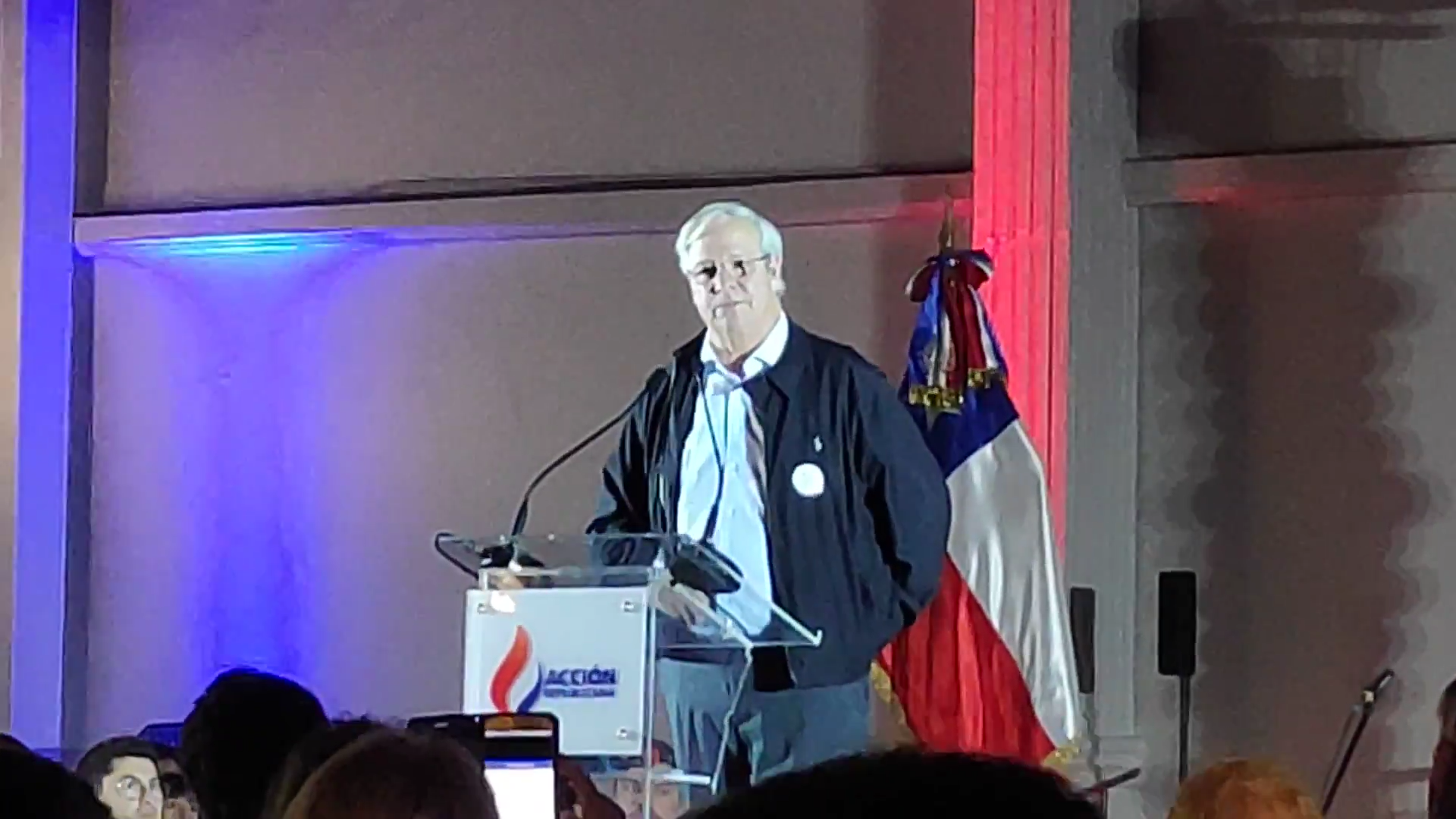
Ignacio Urrutia en el primer aniversario de Acción Republicana (AR).

Ignacio Urrutia Bonilla (Santiago, 16 de septiembre de 1957) es un empresario y político chileno. Desde 2002 hasta 2018 se desempeñó como diputado por el distrito N.º 40 en la Región del Maule. Desde 2018 hasta 2022 ejerció como diputado por el distrito N.° 18.

## Primeros años de vida
Nació en Santiago, es hijo de Ignacio Urrutia del Río y Rebeca Bonilla Toro. Es nieto del empresario y político Ignacio Urrutia de la Sotta (1906-1975) y bisnieto del político y militar Ignacio Urrutia Manzano (1879-1951).
Realizó sus estudios secundarios en los Sagrados Corazones en Santiago, institución también conocida como los Padres Franceses de Alameda.
Se ha dedicado a la agricultura y al corretaje de ganado. Es dueño de un criadero de caballos de carrera. Se ha desempeñado como presidente de los agricultores de su zona por varios periodos.
Está casado con Carmen Josefina Guzmán Hernández. Tiene tres hijos: Ignacio, Josefina y José Tomás.

## Carrera política
Ingresó a Renovación Nacional (RN) en 1987, motivado por su amistad con el exsenador Sergio Onofre Jarpa. Entre 1993 y 1997, fue presidente regional de RN. Ese último año, renunció a la colectividad por discrepancias con Alberto Espina y Sebastián Piñera. En 2001 se inscribió en el partido Unión Demócrata Independiente (UDI).
En diciembre de 2001, fue elegido diputado Independiente dentro del Pacto Alianza por Chile por el Distrito N.º 40, correspondiente a las comunas de Cauquenes, Chanco, Longaví, Parral, Pelluhue y Retiro, en la Región del Maule (período legislativo 2002-2006). Integró las comisiones permanentes de Economía; de Familia; y de Agricultura, Silvicultura y Desarrollo Rural. Participó en las Comisión Especial de la Pequeña y Mediana Empresa (PYME); y la Comisión Investigadora sobre Irregularidades en el Servicio de Aduanas de Los Andes.
En diciembre de 2005, fue reelecto diputado por el mismo Distrito en representación de UDI (período legislativo 2006-2010). Integró las comisiones permanentes de Salud; de Agricultura, Silvicultura y Desarrollo Rural; y de Defensa Nacional. Participó en la Comisión Especial de Estudio del Régimen Político Chileno; y las comisiones investigadoras sobre el Servicio Nacional de Menores (SENAME); y de Subsidios Eléctricos.
En misiones al extranjero, participó en las comisiones del Parlamento Latinoamericano (Parlatino) en Brasil, Cuba, México y Panamá. Además, integró los grupos interparlamentarios chileno-argentino; chileno-británico; chileno-costarricense; chileno-israelí y chileno-argelino.
Para las elecciones de diciembre de 2009, obtuvo su tercer período legislativo (2010-2014), por el Distrito N.º 40. Integró las comisiones permanentes de Defensa Nacional; de Ciencia y Tecnología; de Trabajo; y de Agricultura, Silvicultura y Desarrollo Rural. Forma parte del comité parlamentario de la UDI.
En las elecciones parlamentarias de noviembre de 2013, fue reelecto como diputado por el Distrito N.º 40, por el periodo 2014-2018. Es integrante de las comisiones permanentes de Defensa Nacional; Agricultura, Silvicultura y Desarrollo Rural; Especial Mixta de Presupuestos; y de Régimen Interno, Administración y Reglamento. Es Primer Vicepresidente de la Comisión de Agricultura, Ganadería y Pesca del Parlamento Latinoamericano.
El 17 de diciembre de 2018 anunció su renuncia a la UDI para incorporarse a Acción Republicana (AR), movimiento de derecha liderado por José Antonio Kast.

## Pensamiento y controversias
Desde 2012 Urrutia ha protagonizado varias polémicas en la Cámara de Diputados. En septiembre de ese año lanzó insultos contra el expresidente Salvador Allende mientras se realizaba un minuto de silencio en su memoria. Al mes siguiente volvió a la palestra por expresar su rechazo al ingreso de homosexuales a las Fuerzas Armadas, argumentando que «nos van a invadir cualquier país con una facilidad gigantesca», y «si aceptan homosexuales en el Ejército, Perú y Bolivia nos volarán la raja» (sic), agregando que: «No tengo nada contra los homosexuales, que participen en la vida ciudadana y que hagan todo lo que quieran, pero no dentro de las Fuerzas Armadas». Posteriormente arremetió en duros términos en contra del entonces ministro Andrés Chadwick, luego de que fuera cuestionado por sus dichos contra los homosexuales, asegurando que «Chadwick no vale nada»,
El 24 de marzo de 2014, desató una controversia por sus prejuicios frente a la vestimenta del diputado Gabriel Boric. Durante una sesión de la Cámara de Diputados tomó la palabra para criticar la ropa y el estilo de su colega parlamentario, quien asistió a la sede legislativa sin terno, sin corbata y con una camisa arremangada. Boric declaró posteriormente «La ropa no es un tema. Lo importante es lo que yo defiendo», lo que terminó con la controversia.
En diciembre de ese mismo año, Urrutia solicitó guardar un minuto de silencio en memoria del dictador Augusto Pinochet, ante lo cual todos los miembros de la Nueva Mayoría, independientes, y algunos de las bancadas de los partidos y movimientos de derecha, salieron de la sala. Después del revuelo, Urrutia dijo a los medios que la izquierda chilena «le ha hecho homenaje o minutos de silencio a cuanto terrorista a uno se le pueda llegar a ocurrir en este país, y porque uno le pide un minuto de silencio para quien salvó a nuestro país de la dictadura marxista se enojan y se mandan a cambiar» (sic). Posteriormente, durante una entrevista en el programa La vida de los otros de la radio en línea Súbela Radio, respondió ofensivamente y con eructos al chico reality Félix Soumastre, quien lo increpó por pedir un minuto de silencio para homenajear al desaparecido dictador.
El 6 de enero de 2015, Urrutia votó en contra de la revocación de nacionalidad del cura John O'Reilly, condenado por abuso sexual reiterado a una menor de edad, pues aclaró que no duda de su inocencia.
El 10 de septiembre en el marco de la discusión del proyecto que busca la reparación a los ex presos políticos, se mostró en contra de la medida y señaló que con la propuesta se busca dar financiamiento a grupos «terroristas (...) en vez de homenajear a los verdaderos patriotas»; «Los verdaderos héroes están en Punta Peuco», agregó en su intervención, haciendo referencia a los militares condenados por violaciones a los derechos humanos que se encuentran en reclusión en dicho lugar.
El 5 de enero de 2016, causó polémica al desarrollar un proyecto de ley, junto con sus compañeros de partido, los diputados Gustavo Hasbún y Jorge Ulloa, el cual condenaba, según sus propias palabras, «El que públicamente niegue, enaltezca o minimice los hechos de gobiernos que a lo largo de la historia haya trasgredido la Constitución Política y las leyes será sancionado con presidio menor en su rado mínimo y multa de 5 UTM». Aunque en ningún momento se menciona el nombre de Salvador Allende, este sí aparece en la carta de fundamentación del polémico proyecto.
El 17 de marzo de 2016, en medio de la discusión por el proyecto de la despenalización del aborto en tres causales, el parlamentario fue objeto de críticas debido a los duros términos que utilizó hacia los diputados oficialistas, que catalogó de chantas, y a la apología hecha al gobierno de Augusto Pinochet, calificándola como «[un] glorioso gobierno». Asimismo, argumentó razones religiosas para desaprobar el proyecto, concluyendo su intervención con lo siguiente: 

Están votando por el asesinato de seres inocentes y por eso les pido a los chantas que de una vez por todas traten de ser derechos y en el día de su muerte, ojalá se vayan derechito al infierno.
Diputado Ignacio Urrutia, 17 de marzo de 2016.

El 19 de abril de 2018, durante el anuncio del retiro de la ley donde se indemnizaba a las víctimas de las violaciones de los derechos humanos de la dictadura militar en Chile, produjo la molestia de diputados del Frente Amplio y la Nueva Mayoría, con este comentario durante su intervención: 

Es una excelente noticia que el gobierno haya retirado este proyecto que es nefasto. No es la única vez que se entregan estos beneficios, es como la décima vez que se entregan estos regalitos a gente que en el fondo fueron más que exiliados, fueron más que nada terroristas en el pasado. Así que en buena hora el gobierno retiró el aguinaldo que le querían entregar a esta gente y espero sinceramente que en el futuro no se presente nunca más un proyecto de esta naturaleza.
Diputado Ignacio Urrutia, 19 de abril de 2018

El 11 de diciembre de 2018, durante la interpelación al ministro del Interior Andrés Chadwick, Urrutia se burló del mapudungún (lengua originaria del pueblo mapuche), pues cuando la diputada Emilia Nuyado dio inicio a su intervención con frases en mapudungún,  el propio diputado, según su versión, afirmó «Ministro, contéstele en inglés», lo que generó controversia dada la contingencia (transcurridas pocas semanas del asesinato de Camilo Catrillanca a manos de agentes del Estado).
En 2021, votó en contra del proyecto de ley que buscaba legalizar el matrimonio homosexual en Chile.

## Historial electoral

### Elecciones parlamentarias de 2001
- Elecciones parlamentarias de 2001 para Diputado por el Distrito 40 (Longaví, Parral, Retiro, Cauquenes, Pelluhue y Chanco)[21]

### Elecciones parlamentarias de 2005
- Elecciones parlamentarias de 2005 para Diputado por el Distrito 40 (Longaví, Parral, Retiro, Cauquenes, Pelluhue y Chanco)[22]

### Elecciones parlamentarias de 2009
- Elecciones parlamentarias de 2009 para Diputado por el Distrito 40 (Longaví, Parral, Retiro, Cauquenes, Pelluhue y Chanco)[23]

### Elecciones parlamentarias de 2013
- Elecciones Parlamentarias de 2013 para Diputado por el Distrito 40 (Longaví, Retiro, Parral, Cauquenes, Pelluhue y Chanco).

### Elecciones parlamentarias de 2017
- Elecciones parlamentarias de 2017 a Diputado por el distrito 18 (Cauquenes, Chanco, Colbún, Linares, Longaví, Parral, Pelluhue, Retiro, San Javier, Villa Alegre y Yerbas Buenas)[24]